# Groupe d'entreprises
Pour les articles homonymes, voir Groupe.
Un  groupe d'entreprises  ou  groupe  est un ensemble d'entreprises, présentant des personnalités morales distinctes, mais entretenant des liens directs et indirects principalement financiers (participations ou contrôle) mais aussi fréquemment organisationnels (dirigeants, stratégies, etc.), économiques (mise en commun de ressources) ou commerciaux (ventes et achats de biens ou de services).
L'existence de personnalités morales distinctes, permet de caractériser la notion de groupe et la différenciant par exemple des relations qui existent entre une entreprise et ses établissements ou succursales.
Un groupe d'entreprise est « chapeauté » par une entreprise qualifiée de « tête de groupe », entreprise non contrôlée directement ou indirectement par une autre entreprise et ayant donc au moins une filiale.

## Mode
Un tel groupe peut être
- public (ex. : France Télécom à sa création), donc propriété d'un État (ou d'une autre collectivité publique) sous la tutelle d'un ministère ;

- ou coopératif (ex. : Mondragón Cooperative Corporation au Pays basque), la société pilote étant alors une Union centrale de coopératives dont le capital est détenu par des coopératives de base ;

- ou capitaliste (ex. : ArcelorMittal). Dans ce cas, l'entreprise pilote est généralement une société par actions jouant le rôle de holding financier (système société-mère et filiales) ;

- ou (économie) mixte, où le capital se partage entre des actionnaires privés et une collectivité publique (ex. : Volkswagen, France Télécom depuis 2004), ou entre des actionnaires privés et des coopératives régionales (ex. : Crédit ou coopérative agricole).

## Organisations
Les groupes industriels ont des organisations :
- juridiques ;
- fonctionnelle ;
- comptable.

Le groupe juridiquement le plus classique est constitué d'une société-mère dite holding ou société faîtière détenant des sociétés (ses filiales), qui elles-mêmes en détiennent d'autres, etc. Les groupes peuvent être composés d'entreprises de statuts juridiques différents, selon les pays par exemple.
Toutefois, les types d'organisation diffèrent d'un groupe à l'autre, de même que les cultures d'entreprises, ce qui peut amener des incohérences passagères ou durables lors des réorganisations, fusions, acquisitions…
D'un point de vue fonctionnel, les groupes sont généralement issus d'un pays précis et ont ensuite essaimé. Cette évolution historique fait qu'ils sont le plus souvent composés, 
- sur le territoire du pays dont ils sont issus, de directions régionales, d'entreprises filiales ;
- et par ailleurs de filiales ou succursales européennes et internationales.

Au total, lorsqu'ils atteignent une stature pleinement internationale (multinationale), ils adoptent un organigramme fonctionnel par pays, régions, branches d'activité, etc.

## Aspects spécifiques liés au type de propriété
Les groupes cotés sur un marché boursier, généralement au niveau de leur société mère, ont l'obligation légale de publier des comptes consolidés.
Il arrive exceptionnellement que la tête de groupe ne soit pas la société mère ultime, car elle appartient elle-même à des sociétés du groupe. Cela se trouve en particulier dans les groupes coopératifs ou mutuelles où les caisses de base sont les principaux actionnaires ou sociétaires de leur « centrale ». C'est le cas en particulier du premier groupe bancaire français, le Crédit agricole ou du Mouvement des caisses Desjardins au Canada.
Le fait qu'un groupe soit public n'empêche pas que certaines adoptent un statut de société par actions, ses titres de propriété étant essentiellement (ou partiellement en cas d'entreprise mixte) détenues par la collectivité publique dont elle dépend, ce qui permet d'isoler comptablement leur activité pour une meilleure transparence de celle-ci.